# Erwin Wicker
Erwin Wicker (* 12. Oktober 1910 in Stuttgart; † 22. Juli 1985) war ein deutscher Offizier in der Luftwaffe der Wehrmacht und später der Luftwaffe der Bundeswehr.

## Leben
Erwin Wicker trat am 7. April 1930 in die Schutzpolizei des Landes Württemberg ein.  
Nach der Machtergreifung der Nationalsozialisten wurde er am 1. Mai 1933 NSDAP-Mitglied und wechselte am 1. August 1935 zur neu gegründeten Luftwaffe der Wehrmacht. Dort war er als Leutnant Ausbilder an der Luftwaffen-Sportschule in Berlin-Spandau. Nachdem er am 1. Oktober 1935 zum Oberleutnant befördert wurde, ging er zur Anfang Oktober 1936 in Köln aufgestellten I. Abteilung des Flak-Regiments 19. Am 1. Oktober 1937 übernahm er als Chef die 5. Batterie bei der neu aufgestellten I. Abteilung des Flak-Regiments 29 (Frankfurt am Main), wo ihn am 1. April 1939 die Beförderung zum Hauptmann erreichte. Am 13. Juli 1940 wechselte er als Erster Generalstabsoffizier in den Stab des Höheren Kommandeurs der Festungs-Flakartillerie III, welcher im Februar 1941 zur 11. Flak-Division umgebildet wurde. Dieser Verwendung schloss sich ab 27. Mai 1941 die Übernahme als Kommandeur der Reserve-Flak-Abteilung 391 (Koblenz) an, welche bereits seit Anfang des Jahres in Frankreich lag. In weiterer Folge führte Wicker auch die II./Flak-Rgt. 36 und die I./Flak-Rgt. 24. Nach seiner Beförderung zum Major am 1. April 1942 übernahm er am 14. Mai 1942 den Posten des Ersten Generalstabsoffiziers der 10. Flak-Division und erhielt hier am 4. Februar 1943 das Deutsche Kreuz in Gold. Am 23. Dezember 1943 wechselte er in gleicher Funktion in den Stab der Luftflotte 4, wo er das Kriegsende erlebte.  
Im Jahre 1956 trat er in die Luftwaffe der Bundeswehr ein und war als Oberst von 1960 bis Ende 1962 Chef des Stabes der 1. Luftwaffendivision (Fürstenfeldbruck). Von 1965 bis Ende März 1966 führt er als Brigadegeneral die 7. Luftwaffendivision. Anschließend wurde er als Generalmajor Kommandeur der 3. Luftwaffendivision. Das Kommando gab er Ende September 1968 ab und ging in den Ruhestand.
Am 15. August 1968 erhielt er das Große Verdienstkreuz verliehen.